# WAI-ARIA
WAI-ARIA(Web Accessibility Initiative – Accessible Rich Internet Applications)는 웹 페이지, 특히 동적 콘텐츠, 그리고 Ajax, HTML, 자바스크립트 및 관련 기술로 개발된 사용자 인터페이스 구성 요소의 접근성을 증가시키는 방법에 대해 규정한 W3C가 출판한 기술 사양이다.

## 역사
2008년 9월 15일 작업 초안으로 SVG 1.2 Tiny가 WA-ARIA 지원을 추가했다. 2014년 3월 20일, WAI-ARIA 1.0은 완전한 W3C 권고안이 되었다.

## 범위
웹 개발자들은 점차 클라이언트 사이드 스크립트를 사용하여, HTML만으로 만들 수 없는 사용자 인터페이스 컨트롤을 만든다. 클라이언트 사이드 스크립트를 사용하여 웹 서버로부터 새 페이지를 완전히 요청하지 않고도 페이지의 일부를 업데이트할 수도 있다. 웹사이트 상의 이러한 기술들은 리치 인터넷 애플리케이션이라고 부른다. 이 사용자 인터페이스 컨트롤과 콘텐츠 업데이트들은 장애가 있는 사용자들, 특히 스크린 리더 사용자, 또 마우스나 기타 포인팅 장치를 사용할 수 없는 사용자에게는 접근이 되지 않을 수도 있다. WAI-ARIA는 역할, 속성, 상태 정보를 동적 웹 애플리케이션에 추가함으로써 웹 페이지(페이지의 일부)가 스스로를 정적 문서보다는 애플리케이션으로 선언할 수 있게 한다. ARIA는 웹 애플리케이션, 웹 브라우저, 보조 기술, 접근성 평가 도구의 개발자들이 사용하도록 고안되었다.
WAI-ARIA는 사용자 인터페이스 컨트롤과 동적인 콘텐츠를 더 잘 접근할 수 있도록 만들기 위해 시맨틱과 기타 메타데이터를 HTML 콘텐츠에 추가하는 방식을 기술한다. 이를테면 WAI-ARIA를 통해 내비게이션 메뉴로서 링크 목록을 식별할 수 있으며, 펼치기/접기 여부의 상태를 지시할 수 있다. 원래 HTML의 접근성 문제를 해결하기 위해 개발되었으나 WAI-ARIA는 HTML에만 국한되어 사용되지 않는다. SVG 등 다른 마크업 언어에도 사용할 수 있다.

## 같이 보기
- 접근성
- Ajax
- 리치 인터넷 애플리케이션
- 유니버설 디자인